# Monedes commemoratives de plata (Espanya)
A Espanya, abans de la implantació de l'euro, es permetia l'encunyació de monedes commemoratives de 2000 pessetes i des de la implantació de l'euro, de 12 euros (valor facial o equivalent), com a continuació de les Monedes commemoratives de 2000 pessetes. Des de l'any 2010, les monedes han passat a tenir un valor facial de 20 euros a causa de la pujada del preu de la plata i des de l'any 2012, el seu valor facial és de 30 euros mantenint les característiques a sota citades.
Aquestes monedes només són de curs legal a Espanya, perquè no són monedes oficials de la Unió Europea.
Les seves característiques comuns són:
- Diàmetre 33 mm.
- Pes 18 grams.
- Encunyades en plata de llei de 925 mil·lèsimes.

Varien els reversos i anversos en els que solen aparèixer les efígies superposades dels reis d'Espanya Joan Carles I i Sofia de Grècia.

## Emissions
Fins avui dia s'han encunyat les següents monedes:
| Imatge | Any                                   | Esdeveniment                                                        | Nombre de monedes | Tipus         |
| --- | ------------------------------------- | ------------------------------------------------------------------- | ----------------- | ------------- |
| Cimera de l'FMI i del Banc Mundial | 1994                                  | Cimera de l'FMI i del Banc Mundial                                  | 8.670.250         | 2000 pessetes |
| Cimera de l'FMI i del Banc Mundial | Descripció: Banc d'Espanya a Madrid   |                                                                     |                   |               |
| |                                       |                                                                     |                   |               |
| 1a Presidència espanyola de la Unió Europea | 1995                                  | 1a Presidència espanyola de la Unió Europea                         | 6.151.000         | 2000 pessetes |
| 1a Presidència espanyola de la Unió Europea | Descripció: Palau Reial a Madrid      |                                                                     |                   |               |
| |                                       |                                                                     |                   |               |
| 250 Aniversari de Francisco de Goya | 1996                                  | 250 Aniversari de Francisco de Goya                                 | 3.781.150         | 2000 pessetes |
| 250 Aniversari de Francisco de Goya | Descripció: "La maja vestida"         |                                                                     |                   |               |
| |                                       |                                                                     |                   |               |
| 450 Aniversari del naixement de Miguel de Cervantes | 1997                                  | 450 Aniversari del naixement de Miguel de Cervantes                 | 2.587.750         | 2000 pessetes |
| 450 Aniversari del naixement de Miguel de Cervantes | Descripció: Don Quixot i Sancho Panza |                                                                     |                   |               |
| |                                       |                                                                     |                   |               |
| 400 Aniversari de la mort de Felip II | 1998                                  | 400 Aniversari de la mort de Felip II                               | 2.324.000         | 2000 pessetes |
| 400 Aniversari de la mort de Felip II | Descripció: L'Escorial                |                                                                     |                   |               |
| |                                       |                                                                     |                   |               |
| Xacobeo '99 | 1999                                  | Xacobeo '99                                                         | 2.043.800         | 2000 pessetes |
| Xacobeo '99 | Descripció: Pelegrí                   |                                                                     |                   |               |
| |                                       |                                                                     |                   |               |
| 500 Aniversari del naixement de Carles V | 2000                                  | 500 Aniversari del naixement de Carles V                            | 1.565.400         | 2000 pessetes |
| 500 Aniversari del naixement de Carles V | Descripció: Carles V                  |                                                                     |                   |               |
| |                                       |                                                                     |                   |               |
| Última emissió de la pesseta | 2001                                  | Última emissió de la pesseta                                        | 1.942.835         | 2000 pessetes |
| Última emissió de la pesseta | Descripció: Hispània                  |                                                                     |                   |               |
| |                                       |                                                                     |                   |               |
| | 2002                                  | Presidència espanyola del Consell de la Unió Europea 2002           | 1.608.400         | 12 euros      |
| Descripció: El símbol de la Presidència de la Unió Europea. |                                       |                                                                     |                   |               |
| |                                       |                                                                     |                   |               |
| | 2003                                  | XXV Aniversari de la Constitució Espanyola                          | 1.468.800         | 12 euros      |
| Descripció: Escut d'Espanya. |                                       |                                                                     |                   |               |
| |                                       |                                                                     |                   |               |
| | 2004                                  | V Centenari de la mort d'Isabel I de Castella                       | 1.496.100         | 12 euros      |
| Descripció: Bust de perfil d'Isabel I de Castella i el seu anagrama de la “Y” coronada. |                                       |                                                                     |                   |               |
| |                                       |                                                                     |                   |               |
| | 2004                                  | Enllaç de Felipe i Letízia                                          | 2.505.700         | 12 euros      |
| Descripció: Efígies de Sa Altesa Reial el Príncep d'Astúries, Don Felip de Borbó i Grècia, i de Donya Letízia Ortiz Rocasolano, i la data del seu enllaç. |                                       |                                                                     |                   |               |
| |                                       |                                                                     |                   |               |
| | 2005                                  | IV Centenari de la publicació de El Quixot                          | 1.880.900         | 12 euros      |
| Descripció: Imatge de Don Quixot de la Manxa llegint, assegut sobre uns llibres i amb una espasa a la mà. |                                       |                                                                     |                   |               |
| |                                       |                                                                     |                   |               |
| | 2006                                  | V Centenari de la mort de Cristòfor Colom                           | 1.379.600         | 12 euros      |
| Descripció: Imatge de Cristòfor Colom, segons el retrat de Rafael Tejedo que es conserva en el Museo Naval de Madrid. A la detra es representen les tres embarcacions que acompanyaren a l'Almirall en la seva trobada amb el Nou Món.                                          |                                       |                                                                     |                   |               |
| |                                       |                                                                     |                   |               |
| | 2007                                  | 50è Aniversari del Tractat de Roma                                  | 1.002.500         | 12 euros      |
| Descripció: Es reprodueix la imatge d'una mà en actitud de firmar i, al fons, una silueta del Colosseu de Roma, edifici de la ciutat on va signar el Tractat. |                                       |                                                                     |                   |               |
| |                                       |                                                                     |                   |               |
| | 2008                                  | Any Internacional del Planeta Terra                                 | 938.300           | 12 euros      |
| Descripció: Es reprodueix la imatge d'un globus terraqüi sostingut per una mà. A més, en la part inferior de la moneda es reprodueixen, en imatge latent i sobre la figura que simula el casquet sud del globus terraqüi, unes mans esteses i els dígits 08.                    |                                       |                                                                     |                   |               |
| |                                       |                                                                     |                   |               |
| | 2009                                  | X Aniversari de la Unió Econòmica i Monetària                       | 875.800           | 12 euros      |
| Descripció: Es reprodueixen la imatge d'unes serpentines formant el nombre 10 i el símbol de l'Euro, que enllaça amb un cercle format per 12 estrelles. A la dreta de la imatge central, apareix una gran estrella contenint, en imatge latent, una M coronada i els dígits 09. |                                       |                                                                     |                   |               |
| |                                       |                                                                     |                   |               |
| | 2010                                  | Presidència espanyola de la UE                                      | 808.100           | 12 euros      |
| Descripció: En la zona central apareixen unes traces entrecreuades simbolitzant una unió de banderes, en la part inferior l'emblema eu i sortint d'aquest una sèrie de vuit estrelles, l'última situada en la part superior apareix en imatge latent amb el nombre 10.          |                                       |                                                                     |                   |               |
| |                                       |                                                                     |                   |               |
| | 2010                                  | Campions en el Mundial de futbol de Sud-àfrica l'any 2010           | 961.347           | 20 euros      |
| Descripció: Es reprodueix una figura d'un futbolista i l'Escut d'Espanya sota la llegenda "CAMPEONES DEL MUNDO" (Campions del món). |                                       |                                                                     |                   |               |
| |                                       |                                                                     |                   |               |
| | 2011                                  | 100è aniversari del començament de la celebració del dia de la dona | 734.818           | 20 euros      |
| Descripció: Es reprodueix la imatge de Clara Campoamor. |                                       |                                                                     |                   |               |